# Robert Ley (paquebot)
Pour l’article homonyme, voir Robert Ley.
Le Robert Ley est un navire de croisière prestigieux de grandes dimensions lancé à Hambourg par la Kraft durch Freude le 29 mai 1938, qui porte le nom d'un responsable national-socialiste. Le 9 mars 1945, il est attaqué par la Royal Air Force. À la fin de la guerre, il est déclaré perte totale et est détruit à Inverkeithing en 1947.

## Histoire
Le navire, nommé d'après Robert Ley (un membre du Parti national-socialiste), était exclusivement destiné aux croisières. Il a été construit par les chantiers Blohm & Voss de Hambourg pour la compagnie Kraft durch Freude.
Il a été lancé le 29 mars 1938 par Adolf Hitler et mis en service le 24 mars 1939.
Au début de la Seconde Guerre mondiale, le Robert Ley est transformé en navire-hôpital à Hambourg. En raison du manque de demande, il est désarmé le 22 novembre 1939. En 1941, il est transformé en navire d'hébergement pour la 1. U-Lehrdivision à Neustadt in Holstein. En juillet 1944, il est transformé en transport de troupes dans la mer Baltique, puis retransformé navire d'hébergement pour la 1. U-Lehrdivision à partir de septembre 1944 à Hambourg. Après la percée de l'Armée rouge sur le front de l'Est, le Robert Ley fut choisi pour faire partie de l'opération Hannibal.
Le 9 mars 1945, alors que le Robert Ley est amarré dans le port de Hambourg, la Royal Air Force attaque le port. Le navire reçoit plusieurs bombes et brûle complètement. L'épave reste sur place jusqu'en juin 1947, lorsqu'il est remorqué à Inverkeithing et détruit.